# Communistische Partij van India (marxistisch)

De vlag van de CPI.

Communistische Partij van India (marxistisch) (Communist Party of India (Marxist), vaak afgekort tot CPI(M) of CPM) is een marxistisch-leninistische politieke partij in India. De partij is opgericht in 1964 en de algemeen secretaris van de partij is Prakash Karat. De partij is onderdeel van het Links Front, wat sinds begin 2009 weer een onderdeel is van het Derde Front. 
De partij publiceert het People’s Democracy.
De jongerenorganisatie gelieerd aan de partij is Democratic Youth Federation of India.
De partij is het sterkst in de staten Kerala, West-Bengalen en Tripura. Anno 2007 zitten ze in al die drie staten in de regering en in West-Bengalen en Tripura hebben ze de absolute meerderheid.
Bij de algemene verkiezingen voor de Lok Sabha van 2009 kreeg de partij 16 zetels, een verlies van 27 zetels vergeleken met 2004.